# Ferdinand von Neureiter
Ferdinand Edler von Neureiter (* 23. Juli 1893 in Budapest; † 7. Juni 1946 in Bad Peterstal im Schwarzwald) war ein Rechtsmediziner, Medizinalbeamter im Reichsgesundheitsamt und Professor an der Reichsuniversität Straßburg.

## Leben und Wirken

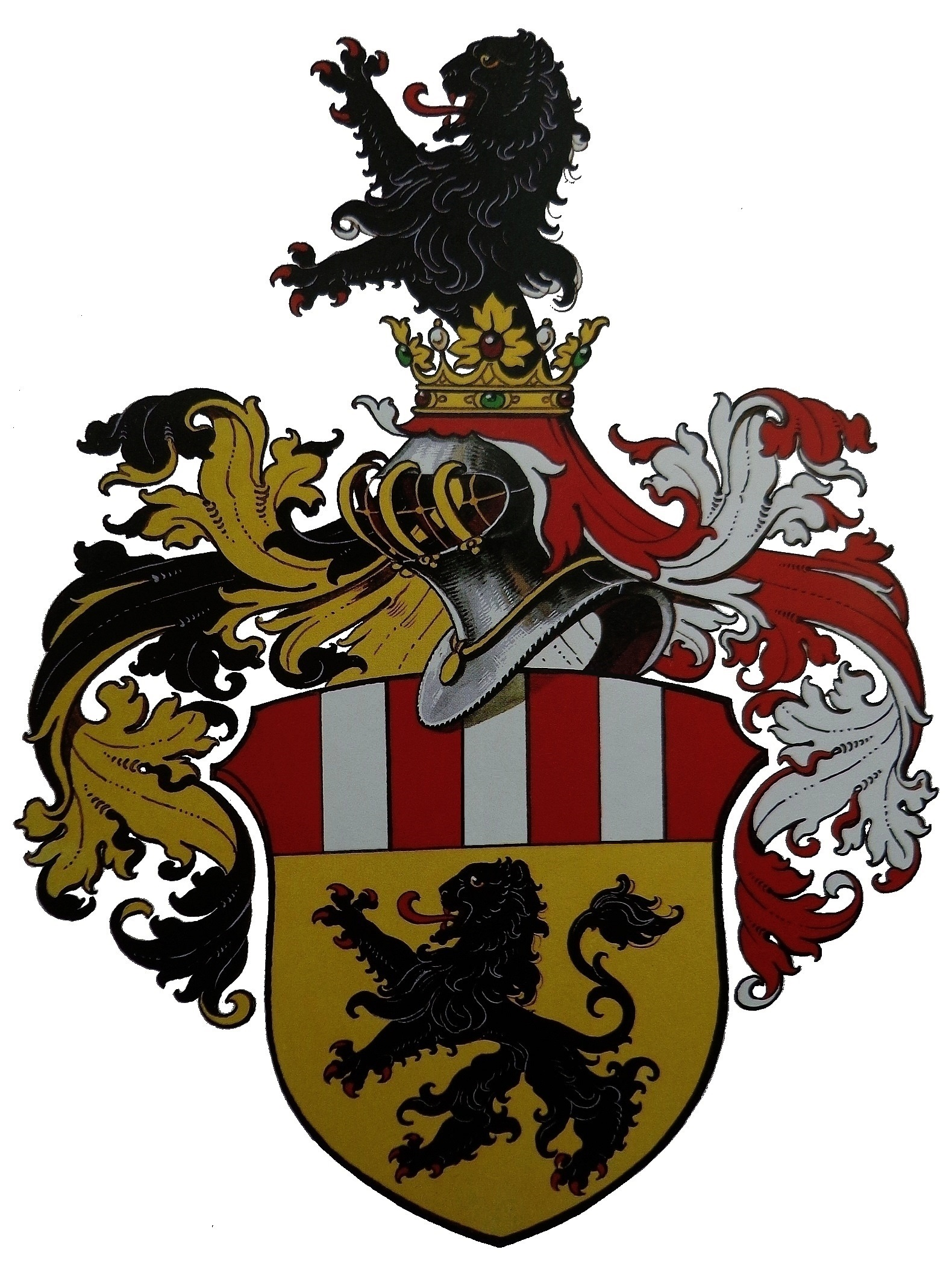
Wappen der Familie von Neureiter, 1918

Ferdinand von Neureiter junior war der Sohn des Ingenieurs Ferdinand Neureiter senior, Direktor der Siemens-Tochtergesellschaft Österreichische Siemens-Schuckertwerke, den Kaiser Karl I. am 9. April 1918 als Edler von Neureiter in den erblichen Adelsstand erhob; das entsprechende Adelsdiplom wurde am 9. Juli 1918 in Wien ausgestellt.
Ferdinand von Neureiter jun. absolvierte seine Schulzeit bis zur Matura in Wien. Er begann 1912 an der Universität Wien ein Medizinstudium, das er wegen seiner Teilnahme am Ersten Weltkrieg kriegsbedingt von August 1914 bis Mai 1919 unterbrach. Im Juli 1920 wurde er zum Dr. med. promoviert. Nach seiner Assistenzzeit am anatomischen Institut der Universität Wien wurde unter Albin Haberda (1868–1933) Assistent am dortigen gerichtlich-medizinischen Institut. Im Januar 1923 wurde er zum ordentlichen Professor für Gerichtsmedizin an der Universität Riga berufen, wo er bis 1937 lehrte. Er verfasste unter anderem zwei Lehrbücher in lettischer Sprache. 1927 wurde er – neben dem Grazer Strafrechtler Adolf Lenz und dem Straubinger Gefängnisarzt Theodor Viernstein – einer der Gründer und stellvertretender Vorstand der Kriminalbiologischen Gesellschaft.
Er war Mitglied der NSDAP und des NS-Ärztebunds. Er wurde 1933 zum Mitglied der Sektion Gerichtliche Medizin der Deutschen Akademie der Naturforscher Leopoldina gewählt.
Von 1937 bis 1938 leitete von Neureiter die Kriminalbiologische Forschungsstelle im Reichsgesundheitsamt sowie ab 1937 den Kriminalbiologischen Dienst der Reichsjustizverwaltung. Zudem hatte er eine Professur für Kriminalbiologie an der Universität Berlin inne. Im Juli 1939 wurde er Ordinarius auf dem neu geschaffenen Lehrstuhl für Gerichtliche Medizin der Universität Hamburg. Seine Antrittsvorlesung hielt er über das Thema „Verbrechen und Vererbung“. Während des Zweiten Weltkriegs wurde er 1941 an die im selben Jahr von den Nationalsozialisten gegründete Reichsuniversität Straßburg berufen. Anfang 1944 erkrankte er schwer (Krebserkrankung und Tuberkulose) und musste ein Sanatorium aufsuchen, wo er am 7. Juni 1946 starb.
Ferdinand von Neureiter gilt als wichtiger Theoretiker der Kriminalbiologie und zeitweise auch Vollstrecker nationalsozialistischer Kriminalpolitik. Bereits 1929 vertrat er die Notwendigkeit einer obligatorischen Sicherungsverwahrung gefährlicher Gewohnheitsverbrecher.

## Schriften (Auswahl)
- Wissen um fremdes Wissen, auf unbekanntem Wege erworben: Eine experimentelle Untersuchung. Klotz, Gotha 1935.
- Kriminalbiologie (= Handbücherei für den öffentlichen Gesundheitsdienst. Band 14). Heymanns, Berlin 1940.
- Handwörterbuch der gerichtlichen Medizin und naturwissenschaftlichen Kriminalistik. In Gemeinschaft mit zahlreichen Fachgenossen des In- und Auslandes bearbeitet und hrsg. von Ferdinand von Neureiter, Friedrich Pietrusky, Eduard Schütt. Springer, Berlin 1940.